# Badatelsky orientovaná výuka
Badatelsky orientovaná výuka je činnost učitele a žáka zaměřená na rozvoj znalostí, dovedností a postojů na základě aktivního a relativně samostatného poznávání skutečnosti žákem, kterou se sám učí objevovat a objevuje. Částečně se překrývá s problémovou výukou, avšak jedná se o dvě netotožná pojetí výuky.
Jedná se o moderní a charakteristické pojetí výuky, které může zahrnovat různé výukové metody, jejichž skladba není jednotně daná ani z hlediska pestrosti, tak ani z hlediska pořadí. Zahrnuje jak činnost učitele, která spočívá ve vytváření vhodných učebních situací, tak i činnost žáka - bádání, prostřednictvím kterého poznává okolní svět.
Pojem badatelsky orientovaná výuka je v české pedagogické teorii doposud málo zakotven. V oblasti výuky přírodovědných a technických předmětů již ale zdomácněl, na což reaguje i pedagogický výzkum.
V anglicky mluvících zemích se lze setkat s termíny inquiry-based instruction a enquiry-based instruction, které jsou však významově totožné a rozdíly jsou dány historickým vývojem angličtiny. Původ inquiry je v latině, inquīrō = vyhledávat, pátrat po něčem. V pedagogickém kontextu je žádoucí striktně rozlišovat mezi badatelsky orientovanou výukou, angl. inquiry-based instruction, badatelsky orientovaným učením, angl. inquiry-based learning, a badatelsky orientovaným vyučováním, inquiry-based teaching.
Výsledkem bádání žáka jsou subjektivně nové objevy, které již společnost zná, avšak pro žáka mají velký význam.
Badatelsky orientovanou výuku je možné implementovat v rámci většiny vyučovacích předmětů (především přírodovědných a technických) a na všech úrovních vzdělávání. Využití badatelsky orientované výuky v matematice se věnuje např. dr. Libuše Samková. Výzkumy však ukazují, že jsou nezbytné specifické kompetence učitele..